# Matt Hall
Matt Hall (* 16. September 1971 in Newcastle (New South Wales), Australien) ist ein australischer Kunstflug-Pilot. Er startete 2009 als erster australischer Pilot bei der Red Bull Air Race Weltmeisterschaft.

## Karriere

### Anfänge
Hall gehört der dritten Generation von Piloten an und ist der Top-Pilot seines Landes. Er absolvierte bereits im Alter von 15 seinen ersten Soloflug in einem Segelflieger, machte mit 18 seine Pilotenlizenz und sammelte mehr als 5500 Flugstunden in verschiedenen Flugzeugen. Er war früher Wing Commander der Royal Australian Air Force, wurde zum Kampfpilot des Jahres gekürt und war zudem ein Fighter Combat (Top Gun) Fluglehrer.

### Wettbewerbskunstflug
Australiens einziger Pilot beim Red Bull Air Race nahm außerdem an internationalen Wettkämpfen im Kunstfliegen teil, gewann die australische Advanced Aerobatic Meisterschaft – dabei wurde er Erster in der Kategorie Freestyle und Zweiter im Unlimited Wettbewerb. Zudem zeichnete ihn die Honourable Company of Air Pilots 2015 mit dem Australian Bi-Centennial Award für seinen herausragenden Beitrag für den Flugsport aus.

## Erfolge

### Red Bull Air Race Weltmeisterschaft

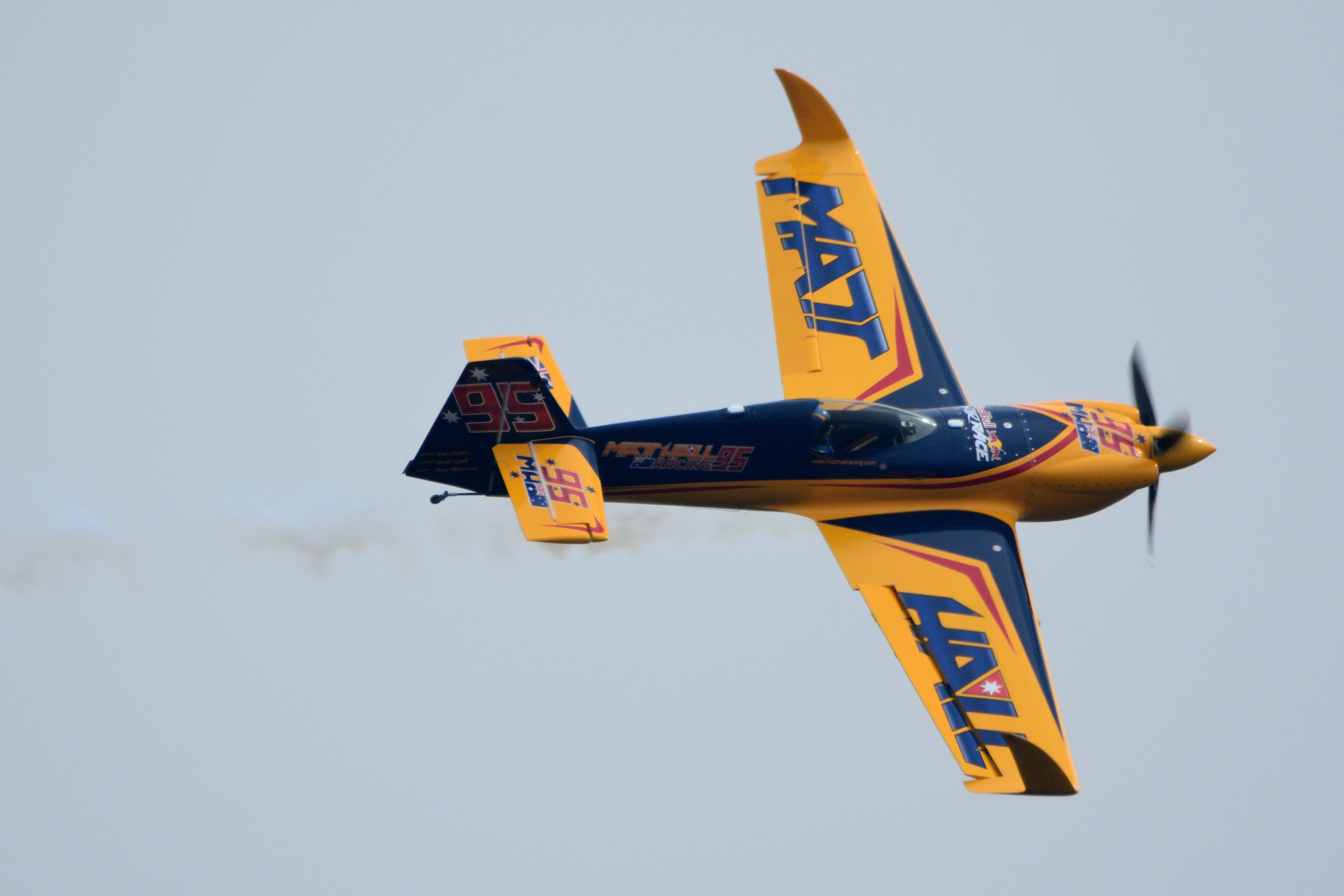
MXS-R von Matt Hall beim Red Bull Air Race 2015 in Chiba

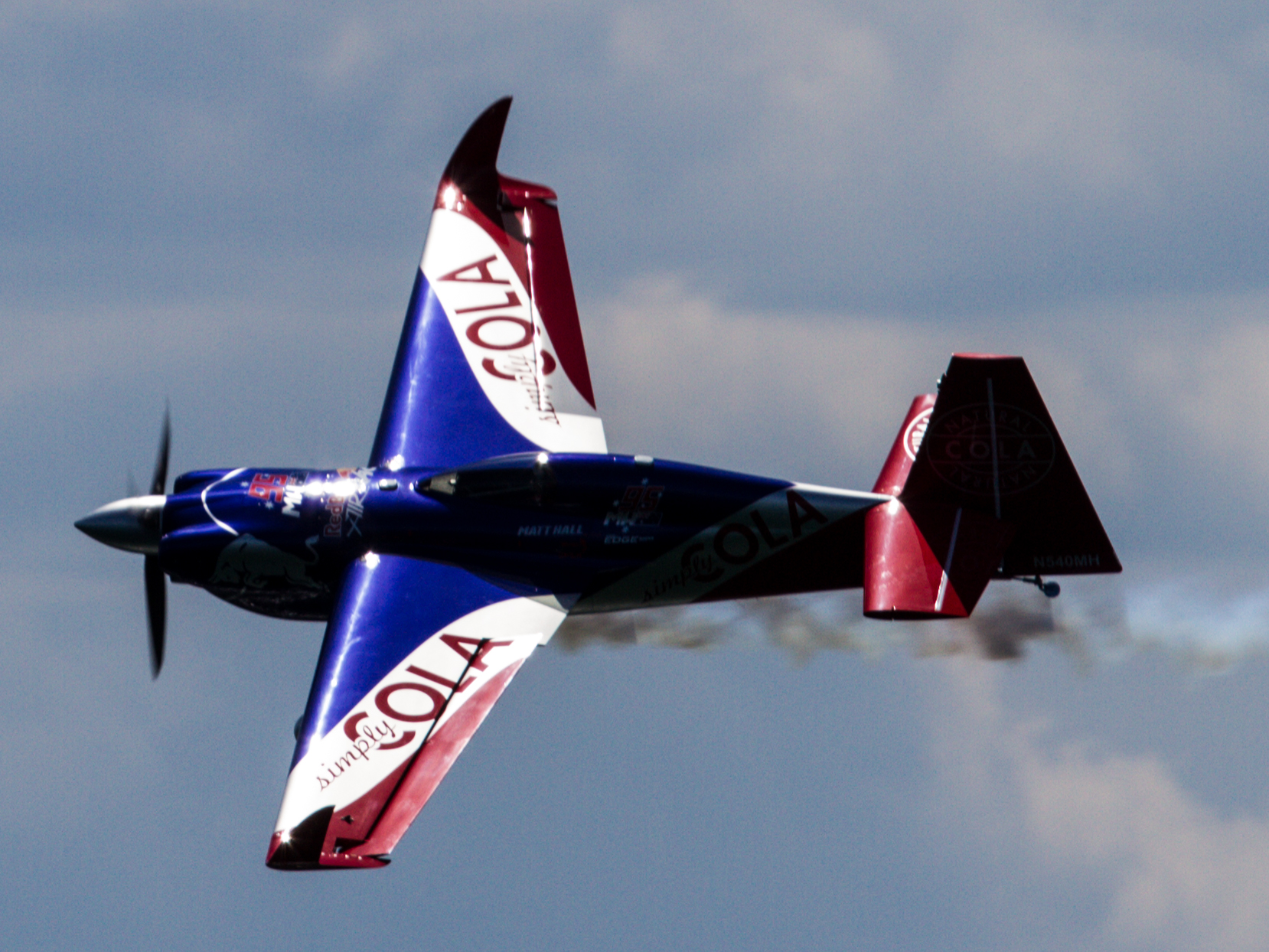
Edge 540 V3 von Matt Hall beim Red Bull Air Race 2017 in Chiba

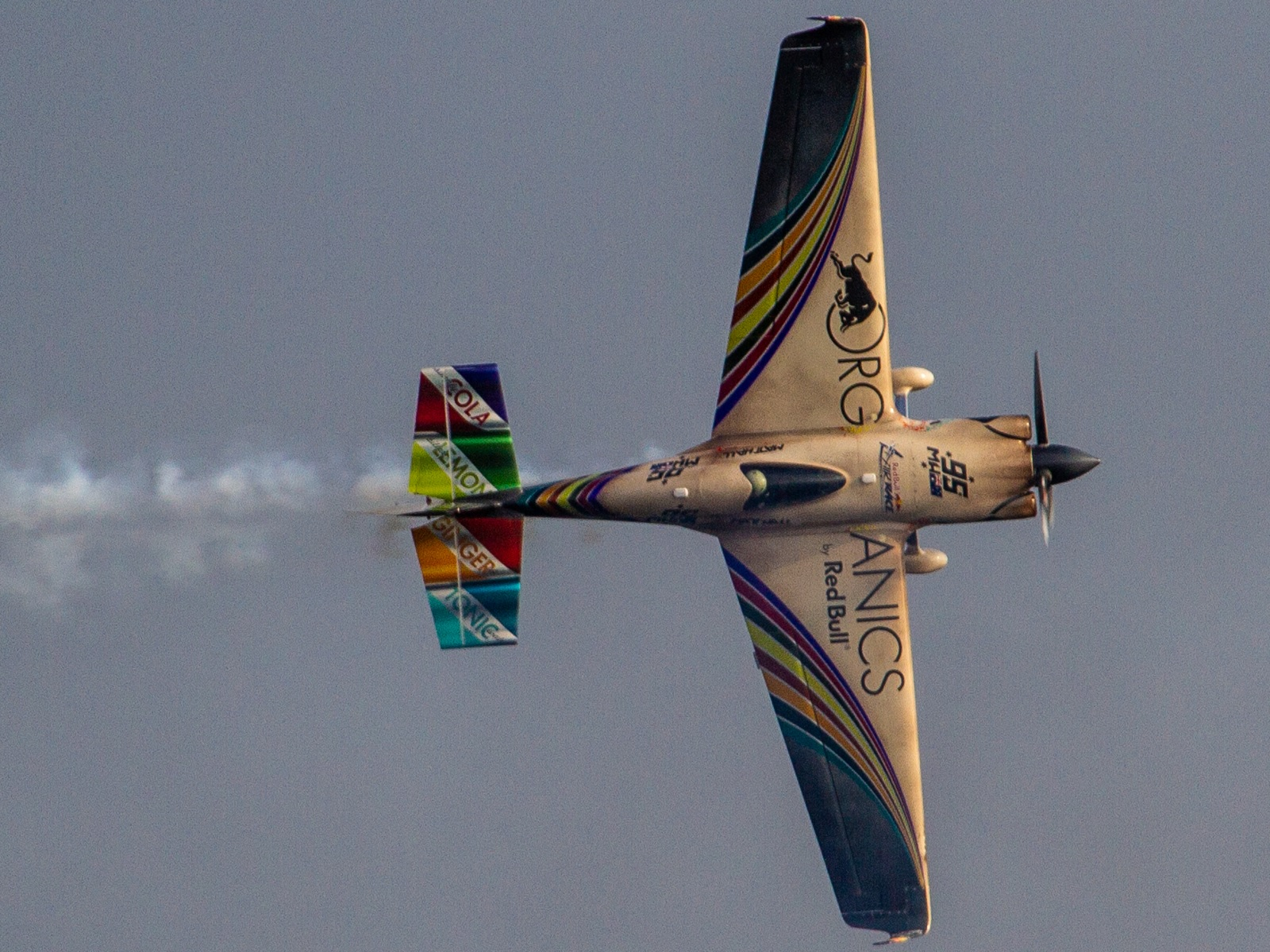
Red Bull Air Race 2018 in Chiba - N540MH

In seiner WM-Debütsaison 2009 schaffte es Hall in seiner MXS-R, sich als erster Neuling bei einem Rennen und im Gesamtklassement (Dritter) auf dem Podium zu platzieren. 2015 machte er seine ersten beiden Rennsiege perfekt und er war der einzige Pilot, der die Ausdauer und Fähigkeit hatte, dem Top-Favoriten auf den Titel, Paul Bonhomme, bis zum Saisonfinale Paroli zu bieten. Am Ende verpasste er den WM-Titel lediglich um fünf Punkte.
Als einer der konstantesten und hartnäckigsten Piloten beim Red Bull Air Race sicherte sich Matt Hall 2015 und 2016 jeweils den zweiten Platz im WM-Gesamtklassement. Doch am Ende der Saison 2016 lief nahezu alles schief und er benötigte ein neues Rennflugzeug. 
Zu Beginn der Saison 2017 hatte Hall dann nicht nur ein neues Rennflugzeug, sondern auch ein neues Team. Zudem lagen seine Verletzungsprobleme hinter ihm, sodass sich der Australier endlich wieder die Zeit nehmen konnte, um seine neue Edge 540 V3 und sein Team kennenzulernen. Nachdem er sich an alles gewöhnt hatte, konnte er sich stetig verbessern und kletterte im Gesamtklassement Platz um Platz nach oben.
Er wurde Dritter in Porto und legte mit einem zweiten Rang in der Lausitz nach. Zuvor gewann er an seinem Geburtstag das Qualifying am Lausitzring und später auch das abschließende Qualifying im letzten Rennen der Saison 2017 in Indianapolis.
| Matt Hall bei der Red Bull Air Race Weltmeisterschaft | Matt Hall bei der Red Bull Air Race Weltmeisterschaft | Matt Hall bei der Red Bull Air Race Weltmeisterschaft | Matt Hall bei der Red Bull Air Race Weltmeisterschaft | Matt Hall bei der Red Bull Air Race Weltmeisterschaft | Matt Hall bei der Red Bull Air Race Weltmeisterschaft | Matt Hall bei der Red Bull Air Race Weltmeisterschaft | Matt Hall bei der Red Bull Air Race Weltmeisterschaft | Matt Hall bei der Red Bull Air Race Weltmeisterschaft | Matt Hall bei der Red Bull Air Race Weltmeisterschaft | Matt Hall bei der Red Bull Air Race Weltmeisterschaft | Matt Hall bei der Red Bull Air Race Weltmeisterschaft |
| Jahr                                                  | 1                                                     | 2                                                     | 3                                                     | 4                                                     | 5                                                     | 6                                                     | 7                                                     | 8                                                     | Punkte                                                | Siege                                                 | Rang                                                  |
| ----------------------------------------------------- | ----------------------------------------------------- | ----------------------------------------------------- | ----------------------------------------------------- | ----------------------------------------------------- | ----------------------------------------------------- | ----------------------------------------------------- | ----------------------------------------------------- | ----------------------------------------------------- | ----------------------------------------------------- | ----------------------------------------------------- | ----------------------------------------------------- |
| 2009                                                  | 5.                                                    | 5.                                                    | 7.                                                    | 7.                                                    | 3.                                                    | 9.                                                    |                                                       |                                                       | 36                                                    | 0                                                     | 3.                                                    |
| 2010                                                  | 8.                                                    | 2.                                                    | 4.                                                    | DSQ                                                   | DSQ                                                   | 3.                                                    | CAN                                                   | CAN                                                   | 31                                                    | 0                                                     | 7.                                                    |
| Serie wurde zwischen 2011 und 2013 nicht ausgetragen  |                                                       |                                                       |                                                       |                                                       |                                                       |                                                       |                                                       |                                                       |                                                       |                                                       |                                                       |
| 2014                                                  | 4.                                                    | 7.                                                    | 3.                                                    | 3.                                                    | 5.                                                    | 6.                                                    | 4.                                                    | 10.                                                   | 33                                                    | 0                                                     | 6.                                                    |
| 2015                                                  | 2.                                                    | 2.                                                    | 3.                                                    | 5.                                                    | 2.                                                    | 1.                                                    | 2.                                                    | 1.                                                    | 71                                                    | 2                                                     | 2.                                                    |
| 2016                                                  | 9.                                                    | 5.                                                    | 7.                                                    | 3.                                                    | 1.                                                    | 1.                                                    | 4.                                                    | DNS                                                   | 55,75                                                 | 2                                                     | 2.                                                    |
| 2017                                                  | 10.                                                   | 9.                                                    | 6.                                                    | 8.                                                    | 6.                                                    | 3.                                                    | 2.                                                    | 8.                                                    | 40                                                    | 0                                                     | 6.                                                    |
| 2018                                                  | 5.                                                    | 1.                                                    | 1.                                                    | 3.                                                    | 7.                                                    | 3.                                                    | 6.                                                    | 2.                                                    | 75                                                    | 2                                                     | 2.                                                    |
| 2019                                                  | 5.                                                    | 2.                                                    | 1.                                                    | 3.                                                    |                                                       |                                                       |                                                       |                                                       | 81                                                    | 1                                                     | 1.                                                    |

(Legende: CAN = Abgesagt; DNP = Nicht teilgenommen; DNS = Nicht gestartet; DSQ = Disqualifiziert)